# Fenoarivobe
Fenoarivobe – miasto w środkowym Madagaskarze, w regionie Bongolava. Według danych na rok 2014 liczyło 26 800 mieszkańców.